# Jon McBride
Jon Andrew McBride (Charleston (West Virginia), 14 augustus 1943 – 7 augustus 2024) was een Amerikaans ruimtevaarder. Zijn enige ruimtevlucht was STS-41-G met de spaceshuttle Challenger van 5 tot 13 oktober 1984. Tijdens de missie werd een satelliet in een baan rond de aarde gebracht.
McBride werd in 1978 geselecteerd door NASA voor het Spaceshuttleprogramma. Hij stond gepland om op 6 maart 1986 commandant te zijn van de geannuleerde ruimtevlucht STS-61-E. In 1989 verliet hij NASA en ging hij als astronaut met pensioen. .
McBride overleed op 7 augustus 2024 op 80-jarige leeftijd.